# Hermann Eggert
Pour les articles homonymes, voir Eggert.
Hermann Eggert né à Burg le 3 janvier 1844 et décédé à Weimar le 12 mars 1920, est un architecte allemand, représentant du style wilhelmien (de).

## Biographie
George Peter Hermann Eggert naît le 3 janvier 1844 à Burg, près de Magdebourg. Il étudie l'architecture avec Heinrich Strack à l'Académie de Berlin. Très vite, il remporte des prix pour des projets architecturaux, dont peu seront mis en œuvre. Il travaille à Strasbourg de 1875 à 1889, comme architecte sur le projet de l'université. De 1889 à 1898, il travaille comme urbaniste au ministère des Travaux publics de Prusse à Berlin. On lui confie principalement la réalisation d'édifices religieux. En 1896, Eggert devient membre de l'Académie des Arts de Prusse à Berlin, dans la section des Beaux-Arts. Après 1898, il travaille pour son propre compte, et ouvre un cabinet à Hanovre.

## Travaux et réalisations

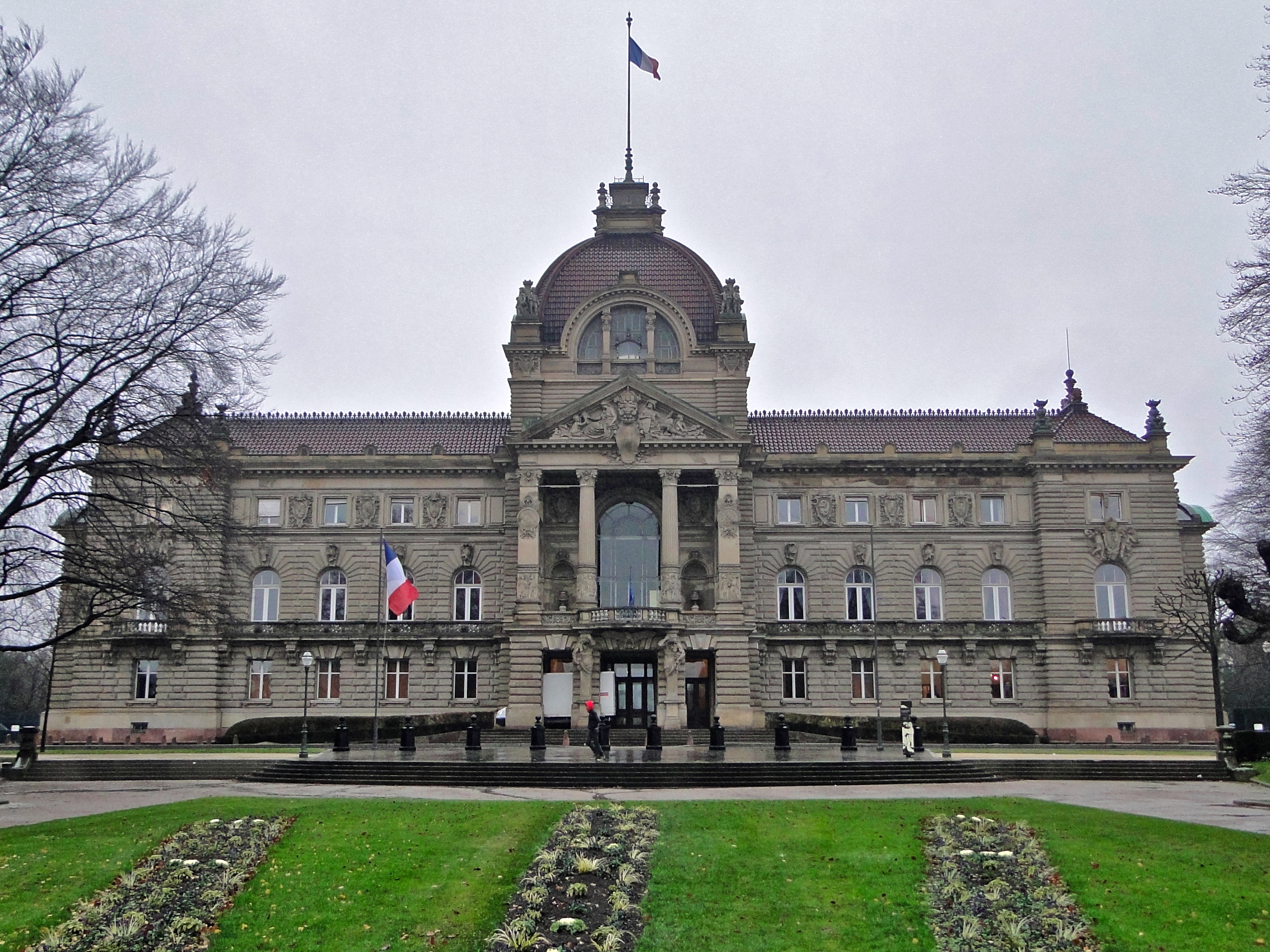
Palais du Rhin à Strasbourg

- 1869 : Concours pour le nouveau Berliner Dom
- 1872–1877 : Tour Ernst Moritz Arndt sur l'île de Rügen
- 1873 : Concours pour le Niederwalddenkmal
- Entre 1875 et 1889: diverses réalisation pour l'université Kaiser-Wilhelm de Strasbourg (université de Strasbourg)[1]:
  - 1877 : Observatoire astronomique.
  - 1878 : Institut de Physique
  - 1880-1884 : jardin botanique de l'université.
- 1883–1888 : Gare de Francfort-sur-le-Main.
- 1884–1889 : Palais du Rhin à Strasbourg[1].
- 1898: Gare Altona à Hambourg.
- 1898-1899 : École vétérinaire de Hanovre.
- 1898–1909 : Hôtel de ville de Hanovre.
- 1899–1902 : Extension de l'Université technique de Berlin
- 1907 : Tour Bismarck à Burg.